# Dendronotus subramosus
Dendronotus subramosus är en snäckart som beskrevs av Frank Mace MacFarland 1966. Dendronotus subramosus ingår i släktet Dendronotus och familjen trädryggsniglar. Inga underarter finns listade i Catalogue of Life.